# Municipio di Liegi
Il municipio di Liegi, soprannominato La Violette, è un edificio sito sulla piazza del mercato a Liegi, costruito nel 1714.
Integrato in un insieme architettonico omogeneo, domina la piazza del mercato e le sue vecchie case con facciate strette.

## Storia
Dal XIII secolo i magistrati incaricati dell'amministrazione comunale, desiderarono affermare la propria indipendenza dal principe vescovo, e scelsero di tenere le loro riunioni in una casa borghese sulla piazza del mercato, designata dalla sua insegna, "La Violette".

### La Violette

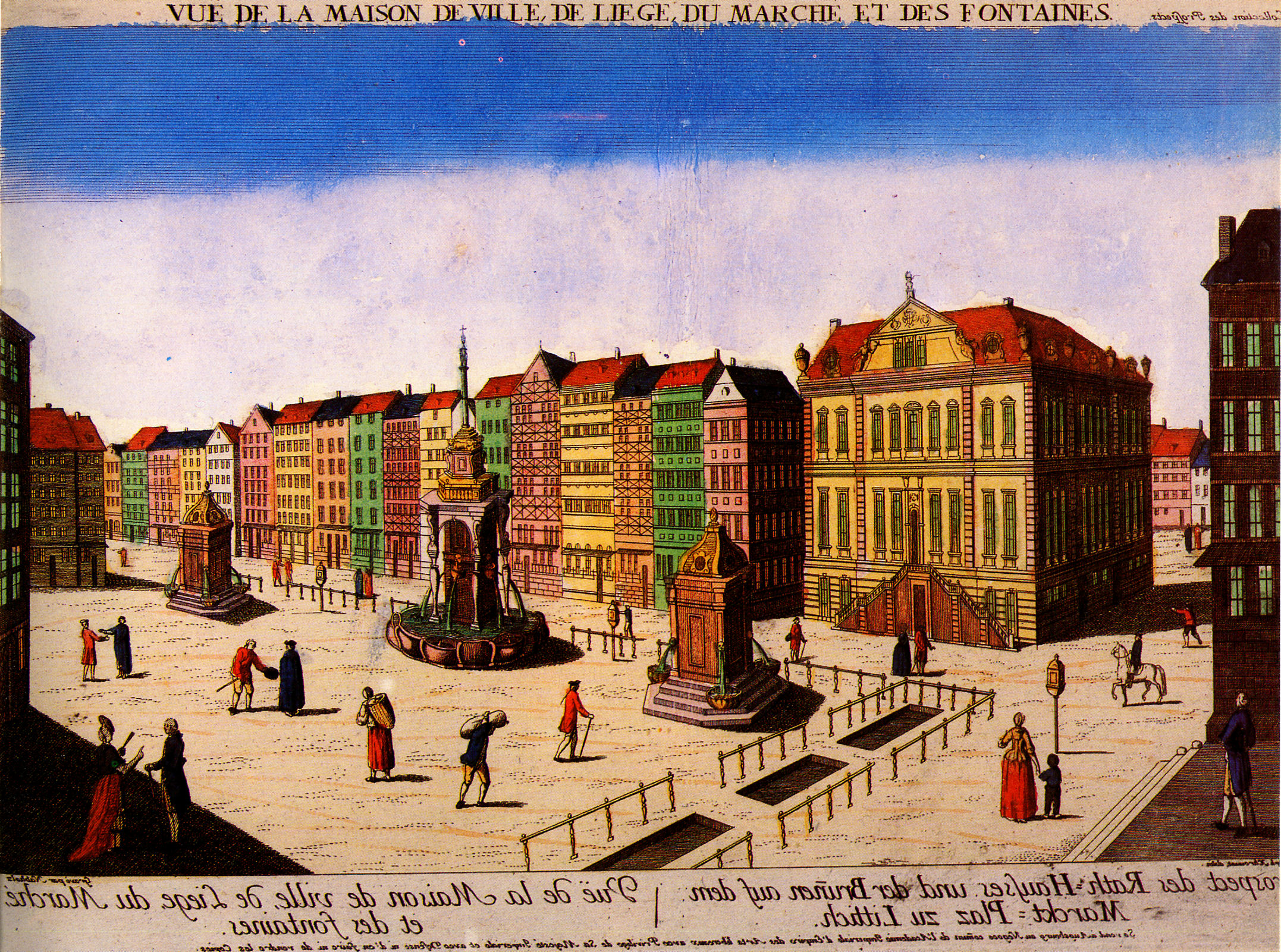
Piazza del mercato intorno al 1738

La Violette era il luogo di elezione dei borgomastri e della pubblicazione dei regolamenti comunali.
Questo fu il primo municipio, non lontano dal Palazzo dei Principi-Vescovi di Liegi e di fronte al Perron, il fiero simbolo delle libertà di Liegi. Distrutto e ricostruito più volte, resta comunque fedele a questa posizione privilegiata.

### Distruzioni successive

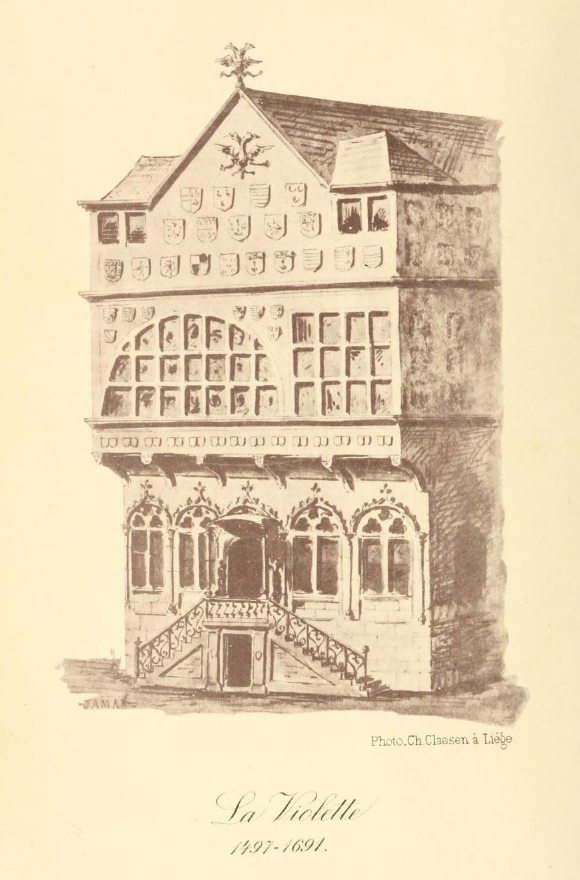
La Violette 1497-1691

Infatti, fu distrutto nel 1468 durante il sacco di Liegi da parte di Carlo il Temerario, ricostruito nel 1480, nel giugno 1691 subì i bombardamenti da parte delle truppe francesi, al comando del [Louis Francois de Boufflers | maresciallo di Boufflers], in reazione alla coalizione delle potenze europee contro la politica aggressiva di Luigi XIV).

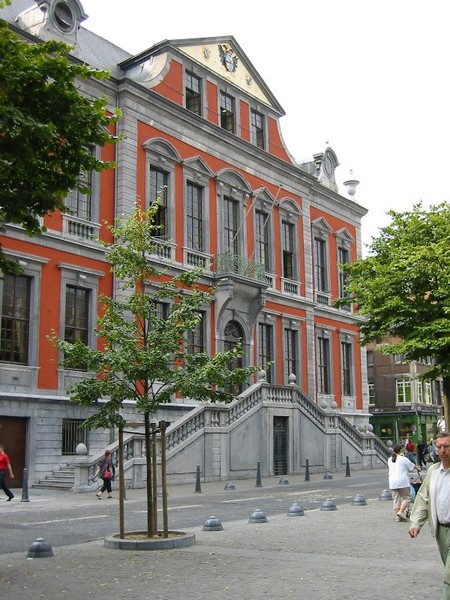
Municipio di Liegi.

Tutte le case sulla piazza del mercato e le strade vicine furono poi ridotte in rovina. Anche se il quartiere fu ricostruito rapidamente, non fu lo stesso per il municipio, dal momento che i lavori iniziarono solo molti anni dopo.

### Edificio attuale
Soltanto il 14 agosto 1714 avvenne la posa della prima pietra dell'attuale municipio. D'Auberat, architetto ufficiale del principe vescovo Giuseppe Clemente di Baviera, l'ingegnere Sarta e il domenicano Colomban abbandonano lo stile gotico regionale del vecchio municipio per un edificio classico nel linee rigorose e razionali, basato su una pianta a "U" e con sottostrutture a volta.
Un medaglione di bronzo datato 1714 e attribuita a Gondolphe Duvivier commemora questo evento. Sulla facciata ci sono lo stemma del principe vescovo e i due stemmi dei borgomastri dell'anno e dall'altra parte, la Violette sormontata dalla statua di San Lamberto, patrono della città, seguita da un lungo testo.